# عبد السلام جراد
عبد السلام جراد (23 يناير 1937 - 31 مايو 2021)، هو نقابي مناضل تونسي شغل منصب الأمين العام الاتحاد العام التونسي للشغل، وترأس المنظمة الشغيلة في 21 سبتمبر 2000، ثم أُعيد انتخابه في المؤتمر المنعقد في جربة سنة 2002 كما انتخب مرة أخرى سنة 2006. ولد يوم 23 جانفي 1937 بقرقنة بولاية صفاقس و أب لخمسة أبناء.
في عام 1978 تم إيقافه وإدانته بالسجن وتعذيبه ما تسبب له في إعاقة سمعية إثر تنظيمه للاضراب العام مع ثلة من رفاقه.

## وفاته
توفي اليوم الاثنين 31 مايو 2021، عن سن تناهز الرابعة والثمانين إثر تعرضه لتوعك صحي.